# 皮埃尔-西蒙·拉普拉斯
拉普拉斯侯爵皮埃尔-西蒙（法語：Pierre-Simon, marquis de Laplace，1749年3月23日—1827年3月5日），法国著名天文学家和数学家，对天体力学和统计学的发展举足轻重。

## 生平
1749年生于下诺曼底的一个小康之家。1766年入卡昂大学艺术系，因为他父亲希望他学习神学，或许是因为在卡昂显露了数学方面的天赋，拉普拉斯在1768年去了巴黎，达朗贝尔推荐他去軍事學校教授数学作为职业。1773年拉普拉斯当选法国科学院院士。

## 贡献
拉普拉斯用数学方法证明了行星的轨道大小只有周期性变化，这就是著名的拉普拉斯定理。
《宇宙系统论》是拉普拉斯另一部名垂千古的杰作。在这部书中，他独立于康德，提出了第一个科学的太阳系的形成与演化理论——星云说。康德的星云说是从哲学角度提出的，而拉普拉斯则从数学、力学角度充实了星云说，因此，人们常常把他们两人的星云说称为“康德-拉普拉斯星云说”。拉普拉斯是推测到黑洞的存在和重力崩塌概念的最早一群科学家之一。
皮埃尔—西蒙·拉普拉斯在数学和物理学方面也有重要贡献，他是拉普拉斯变换和拉普拉斯方程的发现者。这些数学工具今天已经在数学物理的各个分支领域得到了广泛的应用。
拉普拉斯在1806年成为法兰西第一帝国的伯爵，并且他在波旁复辟后于1817年被任命为侯爵。

## 哲學和宗教觀點
拉普拉斯是因果决定论的信徒。1799年出版了巨著《天体力学》的头两卷，主要论述行星运动、行星形状和潮汐，书中第一次提出了“天体力学”的学科名称。1802年出版第三卷，论摄动理论。1805年出版第四卷，论木星四颗卫星的运动及三体问题的特殊解。1825年出版第五卷，补充前几卷的内容。该书是经典天体力学的代表著作，由于这部巨著的出版，拉普拉斯被誉为法国的牛顿。据不可靠的傳聞和傳記作品所说，当拿破仑看到这部书时，问拉普拉斯，为何在他的书中一句也不提上帝。拉普拉斯明确地回答：「陛下，我不需要那个假设」（法語：Je n'avais pas besoin de cette hypothèse-là.）。拿破崙將這句話告訴約瑟夫·拉格朗日，拉格朗日卻說：「這是個好假設！它可以解釋許多事情」（法語：Ah! c'est une belle hypothèse; ça explique beaucoup de choses.）。然而他見拿破崙時，這位執政官還沒做皇帝。所以此說可疑。
一般認為他未曾否定上帝存在，是在懷疑論者和自然神論者之間徘徊。
拉普拉斯给出了一个古怪的关于太阳会升起的概率的方程，他声称这个概率是(d+1)/(d+2)，d是过去太阳升起的天数。拉普拉斯声称这个公式可以应用于所有我们不认识的事物上，或是在我们已知，但由于我们不知道的事物而陷入泥潭的事物上。

## 荣誉
- 1822年的美国文理科学院外籍名誉会员。[3]
- 小行星4628號拉普拉斯。[4]
- 他是名字被刻在艾菲爾鐵塔的七十二位法國科學家與工程師其中一位。
- 木衛二－木星系統任務（Europa Jupiter System Mission）的歐洲太空總署負責計畫名稱。

### 三L之一
法国18世纪后期到19世纪初数学界著名的三个人物：拉格朗日（Lagrange）、拉普拉斯（Laplace）和勒讓德（Legendre）。因为他们三位的姓氏的第一个字母为「L」，又生活在同一时代，所以人们称他们为「三L」。

## 阿尔克伊协会
1806年，拉普拉斯在阿尔克伊買了一間房子。在那時，有一個村莊而且尚未被巴黎聯合都市吸收。克劳德·贝托莱是那附近的鄰居 - 他们的花园没有分隔。兩人形成了一個在科學界不拘形式的中間力量，近來被稱為阿尔克伊协会。由於其貼近拿破崙，拉普拉斯和貝托萊能有效地控制了科學的建立和比較享有聲望的辦事處方面的許可。該協會建立了一個複雜的支持金字塔。1806年，他還當選為瑞典皇家科學院的外籍成員。

## 參見

拉普拉斯的侯爵紋章